# TOI-451
TOI-451 è una stella tripla situata nella costellazione dell'Eridano a 403 anni luce di distanza dal sistema solare. La componente principale del sistema è una nana gialla, con massa pari a 0,95 volte quella del Sole; è molto più giovane del Sole, avendo un'età di circa 120 milioni di anni, ed è situata nella corrente stellare Pisces-Eridanus, che si estende su 14 costellazioni per 1300 al, lungo circa un terzo del cielo. È stato rilevato un sistema binario di nane rosse orbitare attorno alla componente principale, a una distanza di 4700 au.

## Sistema triplo
TOI-451 A, la componente principale, è una stella leggermente meno massiccia e grande del Sole e con una luminosità che è circa il 65% di quella della nostra stella. Come ci si aspetta da una stella giovane, ruota velocemente sul proprio asse, con un periodo di rotazione di soli 5,1 giorni, rispetto ai 27 giorni del Sole.
TOI-451 B, che ha una luminosità del 2% di quella solare, è costituita da due nane rosse simili tra loro, ognuna con una massa che è circa il 45% di quella del Sole.

## Sistema planetario
Grazie a osservazioni compiute dal telescopio spaziale TESS nel 2018, un team di scienziati del Dartmouth College ha scoperto tre pianeti in orbita attorno a TOI-451, seguiti da osservazioni di follow up del telescopio spaziale Spitzer tra il 2019 e il 2020 e del telescopio WISE. Orbitando molto vicini alla stella madre, i periodi di rivoluzione sono piuttosto corti con temperature superficiali elevate che variano dai 1200 °C per il pianeta più vicino a 840 °C per il più lontano alla stella.
Le osservazioni di WISE mostrano un sistema luminoso agli infrarossi, suggerendo la presenza di un disco di detriti, che si presume possa estendersi quanto l’orbita di Giove.
| Pianeta | Tipo             | Raggio   | Periodo orb.  | Sem. maggiore | Eccentricità       | Incl. orbita | Scoperta |
| ------- | ---------------- | -------- | ------------- | ------------- | ------------------ | ------------ | -------- |
| b       | Super Terra      | 1,892 r⊕ | 1,8587 giorni | 0,0271 UA     | 0,19+0,2 −0,14     | 86,5°        | 2021     |
| c       | Mininettuno      | 3,08 r⊕  | 9,1925 giorni | 0,0823 UA     | 0,2+0,18 −0,14     | 88,5°        | 2021     |
| d       | Nettuniano caldo | 4,12 r⊕  | 16,365 giorni | 0,1255 UA     | 0,057+0,133 −0,040 | 89,6°        | 2021     |